# 2003 UE292
2003 UE292 est un objet transneptunien encore très mal connu.

## Caractéristiques
2003 UE292 mesure environ 230 km de diamètre, ce qui pourrait le qualifier comme un candidat au statut de planète naine.